# Кенійсько-норвезькі відносини
Кенійсько-норвезькі відносини — двосторонні відносини між Кенією і Норвегією.

## Історія
Станом на 2015 стосунки між двома країнами теплі.
Дипломатичні відносини встановлено після проголошення незалежності Кенії в 1963 році.
У 1990 дипломатичні стосунки між Кенією і Норвегією було перервано через критику Норвегією кенійського уряду. Зв'язки відновлено 1994 року, послів Норвегії призначено в 1997 році.
Міністр торгівлі Норвегії Моніка Маленд очолила делегацію з 54 компаній до Кенії у вересні 2015 року.
Міністр закордонних справ Берге Бренд відвідав Найробі на 10-й конференції міністрів Всесвітньої торгової організації, яка відбулася в Міжнародному конференц-центрі Кеньятта в грудні 2015 року.

## Співпраця в розвитку
Норвегія співпрацює з Кенією в галузях торгівлі та інвестування.
Основними напрямками кенійсько-норвезького співробітництва є:
- Права людини
- Управління

## Економічне співробітництво
Обсяг двосторонньої торгівлі між Кенією і Норвегією у 2015 році склав 8.1 млрд KES (72,4 млн євро).
2014 року Кенія експортувала в Норвегію товарів на суму 5,8 млн KES (51.180.000 євро). Норвегія, в свою чергу, експортувала в Кенію товарів на суму 2,3 млрд KES (20,5 млн євро).
Кенія експортує в Норвегію здебільшого рослини, квіти, каву, чай та спеції.
60 % Норвезького експорту в Кенію становлять хімічні добрива.
Від 2012 до 2015 року Державний пенсійний фонд Норвегії інвестував у Кенію 8,2 млрд KES (73,25 млн євро). Компанія Norfund, яка є інвестиційним фондом для малих і середніх підприємств у країнах, що розвиваються, створила офіс в Найробі в 2007 році. Так само 2014 року своє відділення в Найробі відкрив норвезький офіс для торгівлі Innovation Norway.

## Дипломатичні місії
Кенійське посольство в Стокгольмі має акредитацію в Норвегії. Норвегія має посольство в Найробі.